# Wennigsen (Deister)
Wennigsen is een stad in de Regio Hannover aan de Deister, ongeveer 15 kilometer ten zuidwesten van de stad Hannover. Wennigsen telt 14.000 inwoners.

## Indeling der gemeente
Wennigsen bestaat uit de volgende 8 Ortsteile:
- Argestorf (304)
- Bredenbeck met Steinkrug (3.226, van wie circa 200 in Steinkrug)
- Evestorf (311)
- Holtensen (1.388)
- Sorsum (545)
- Wennigsen (5.904), met aan de westrand de rond 1906 ontstane villawijk Waldkater
- Wennigser Mark (1.215)

Het getal tussen haakjes is het aantal inwoners per 31 december 2019, inclusief tweede-woningbezitters, ontleend aan de gemeentewebsite. 
Totaal van de gehele gemeente volgens bovengenoemde bron: 14.922 inwoners.

## Ligging, verkeer, vervoer

Lijnennetkaart S-Bahn Hannover, zie iets links onder het midden.
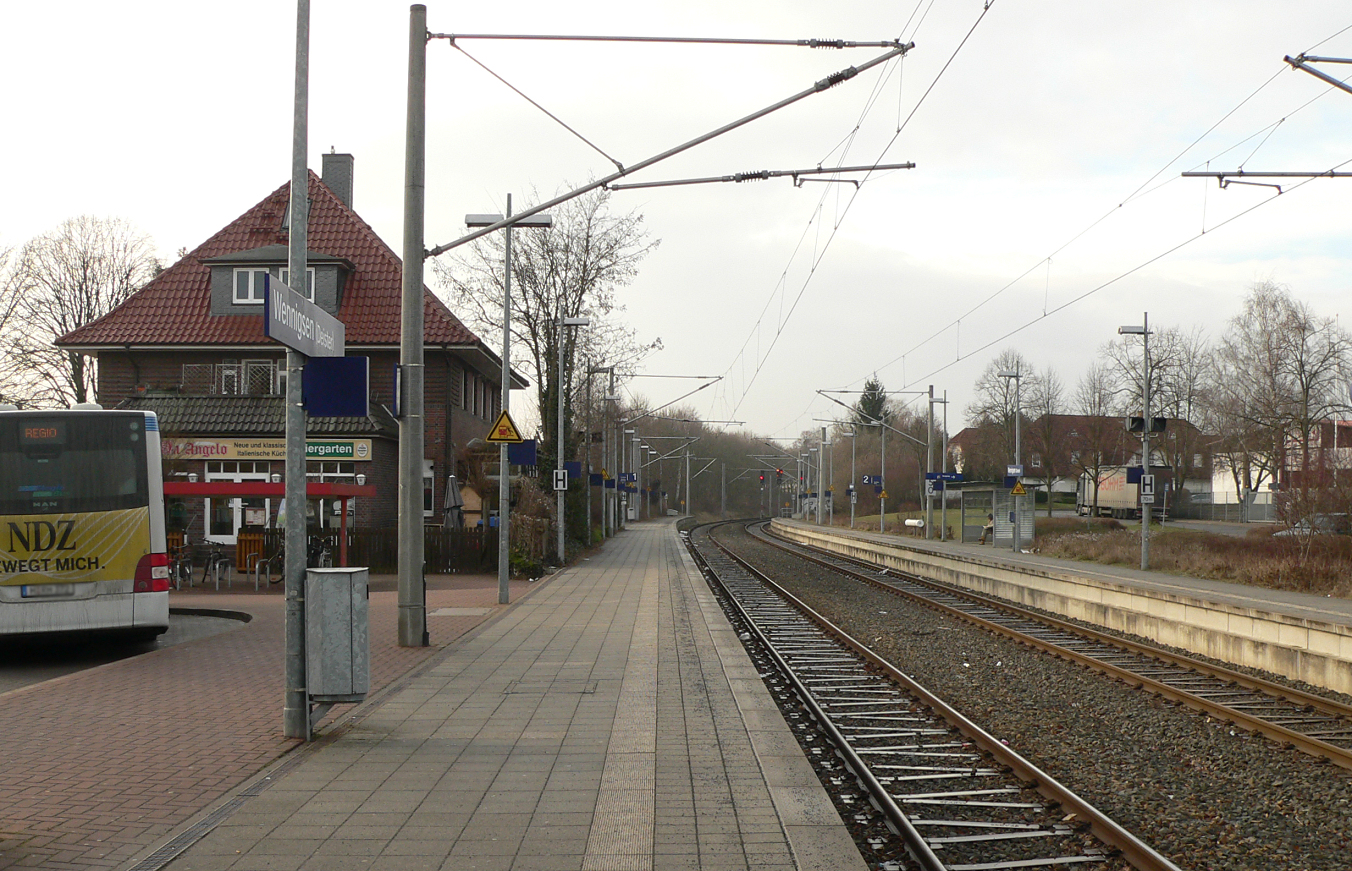
Station

De gemeente is door vier lijnen (S1, S5, en de spitsuurlijnen S21 en S51) van de S-Bahn van Hannover aan het spoorwegnet aangesloten. Stations zijn er te Holtensen en Wennigsen.
De belangrijkste verkeersweg van de gemeente is de Bundesstraße 217.

## Economie
Wennigsen heeft zich, door de fraaie ligging nabij een grote stad (Hannover) tot een woonforensengemeente voor de wat rijkere mensen ontwikkeld. In de gemeente zijn verder veel kleine en innovatieve ondernemingen gevestigd, waaronder een belangrijk ingenieursbureau.

## Geschiedenis
Het augustinessen- nonnenklooster in Wennigsen wordt voor het eerst genoemd in 1224 in een oorkonde van Graaf Adolf III. Wanneer het klooster precies is gebouwd is niet bekend, maar jaarringenonderzoek aan een houten balk in de kloosterkerk wijst op een bouwjaar daarvan rond 1150. Als mogelijke stichter wordt een lokale heer die in de 12e eeuw leefde, graaf Bernhard von Poppenburg, genoemd. In de daaropvolgende eeuwen verwierf het klooster talrijke goederen en landerijen door schenkingen van edelen uit de regio. In 1455 werd het klooster door Johannes Busch, een monnik van de Congregatie van Windesheim in de zin van de Moderne Devotie hervormd.  Het werd na de Reformatie in 1542 een evangelisch-luthers vrouwensticht. In de Dertigjarige Oorlog werd het sticht geheel verwoest, en pas van 1705 - 1727 in barokstijl herbouwd. Kort na de Tweede Wereldoorlog diende het complex enige tijd als vluchtelingenopvang. Protestantse Johannieters hebben een van de gebouwen gehuurd. Het gehele gebouwencomplex is in 2012 voor het laatst gerestaureerd en is nog altijd een evangelisch-luthers bezinnings- en stiltecentrum.

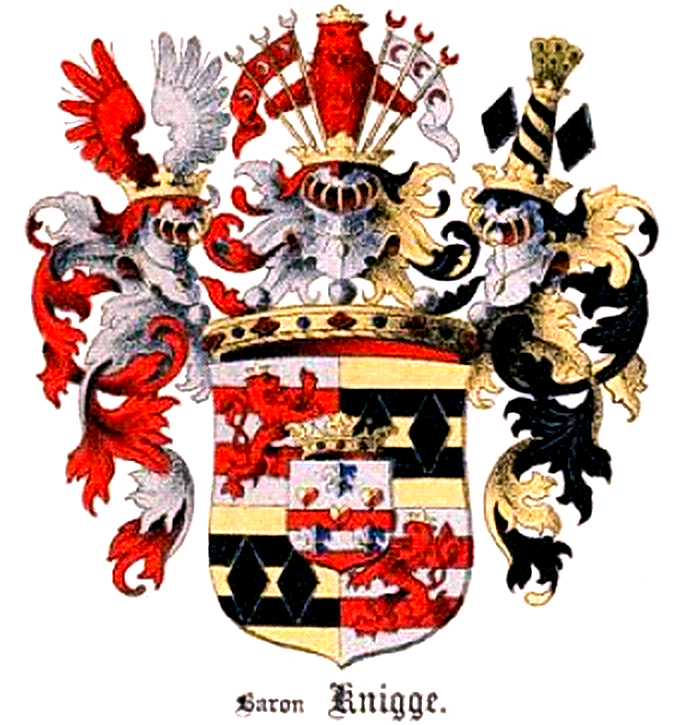
Wapen van de Freiherren (baronnen) Von Knigge
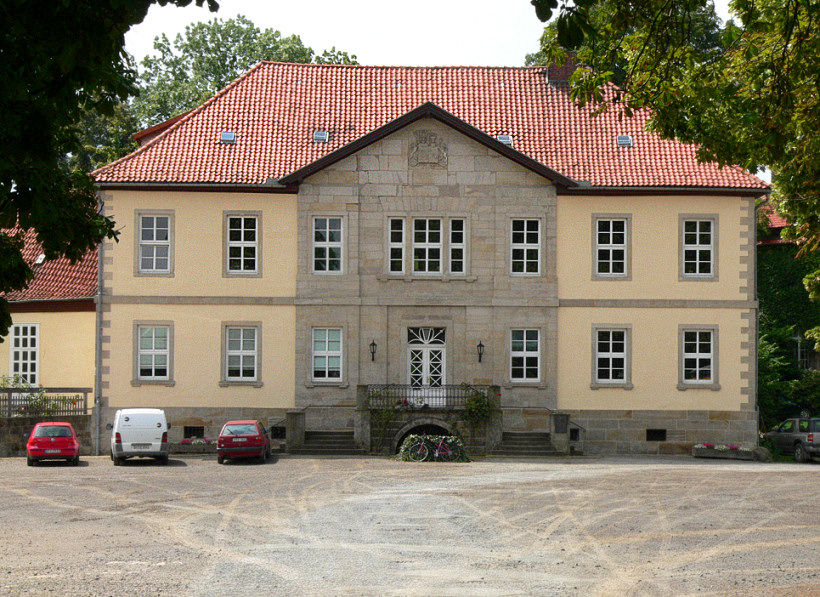
Huize Bredenbeck, sedert 1312 in bezit van het geslacht Von Knigge
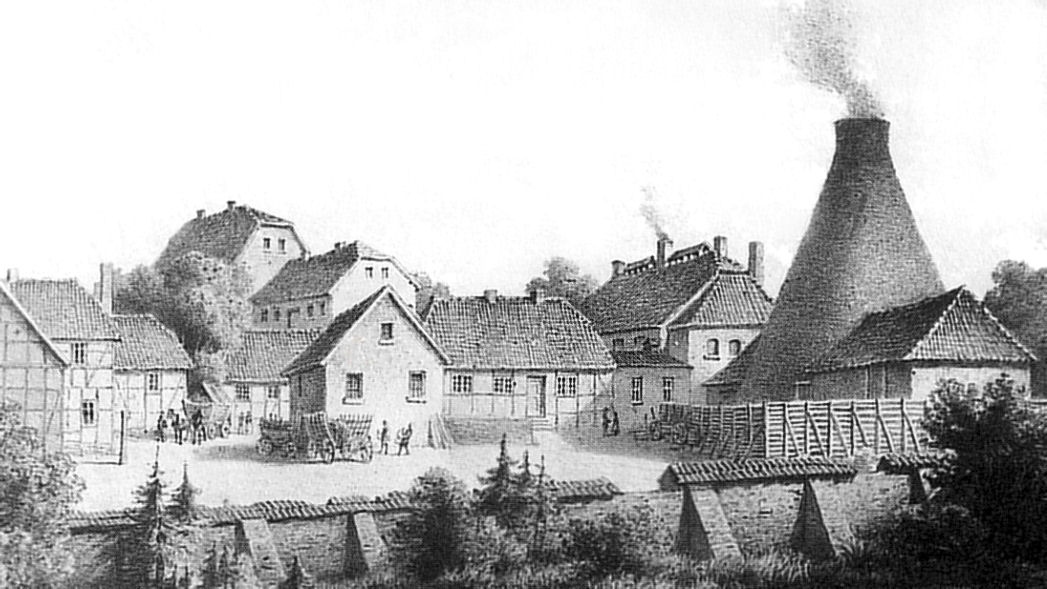
Glasfabriek Steinkrug, tekening uit 1860

Het oude adellijke geslacht Knigge heeft in Wennigsen en het aangrenzende Gehrden altijd veel invloed gehad.  In beide gemeenten bewonen  tot deze familie behorende Freiherren en -frauen nog altijd een statig landhuis. Een telg uit deze familie, Wilhelm Carl Ernst Knigge (1771–1839), richtte in 1809 een glasfabriek op, die tot 1928 in bedrijf bleef. De 13 meter hoge stooktoren (bouwjaar 1839) is daarvan een overblijfsel.
Wennigser Mark is aan het eind van de 19e eeuw ontstaan als mijnwerkersdorp.

## Bezienswaardigheden, toerisme
- Wandelen en fietsen is goed mogelijk in de heuvelrug Deister ten zuidwesten van Wennigsen. Wielrenners en fietstoeristen uit de verre omtrek testen graag hun vaardigheid als klimmer op de Bierweg. Dit is een geasfalteerd fietspad van Wennigser Mark naar het hoogste punt van de Deister. Het weggetje is 2,6 km lang en kent een gemiddelde stijging van 10%. Minder ambitieuze fietsers kunnen de van bebording voorziene fietsroute Deisterkreisel volgen.
- Te Steinkrug is de stooktoren van de voormalige glasfabriek als industrieel erfgoed onder monumentenzorg geplaatst en bewaard gebleven.
- Het monumentale hotel Gasthaus Steinkrug was een halte van de postkoetsdienst Hameln - Hannover, en een gedeelte van het gebouw bestond reeds in 1750.

## Afbeeldingen

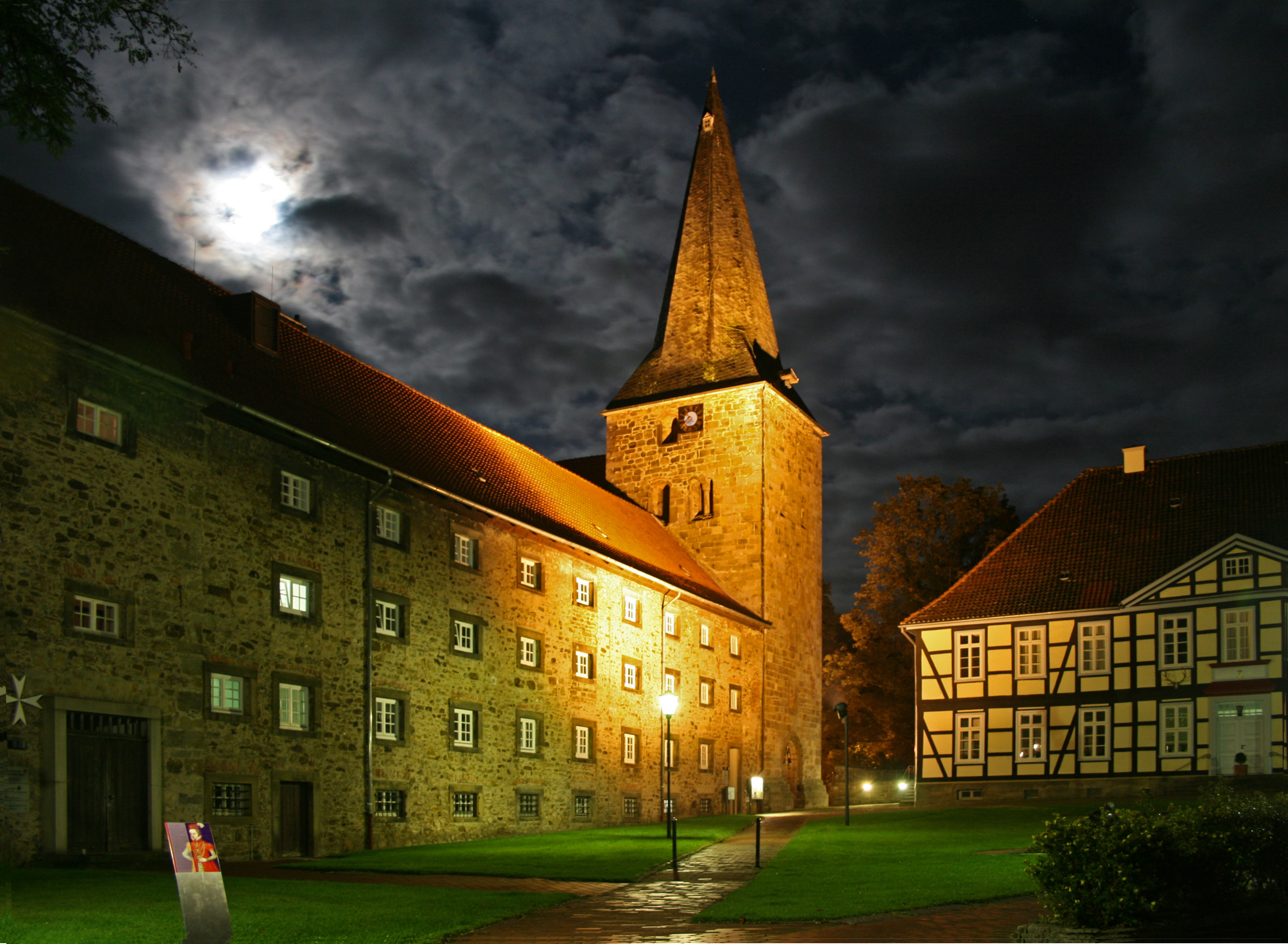
Klooster Wennigsen
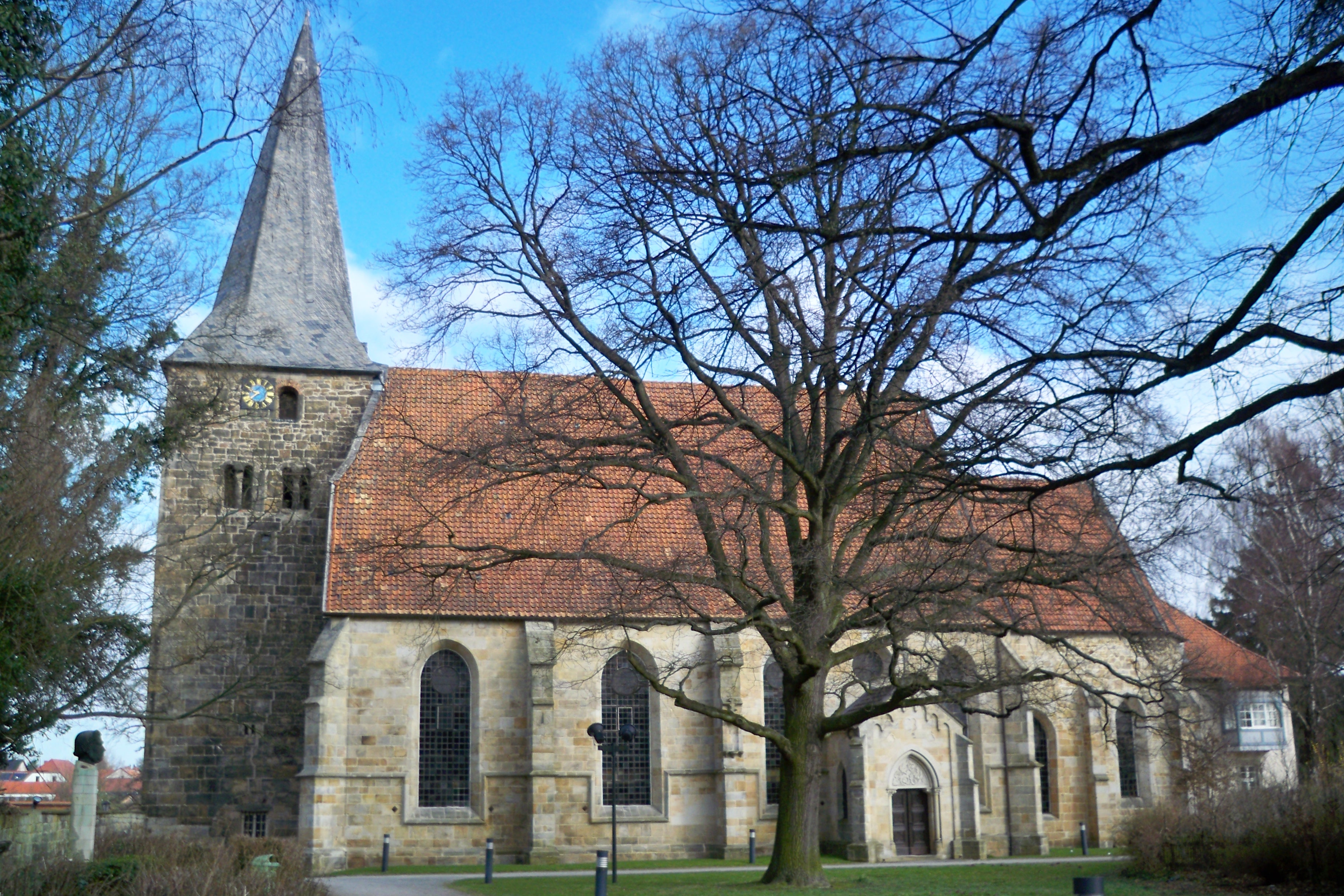
De kerk van dit klooster
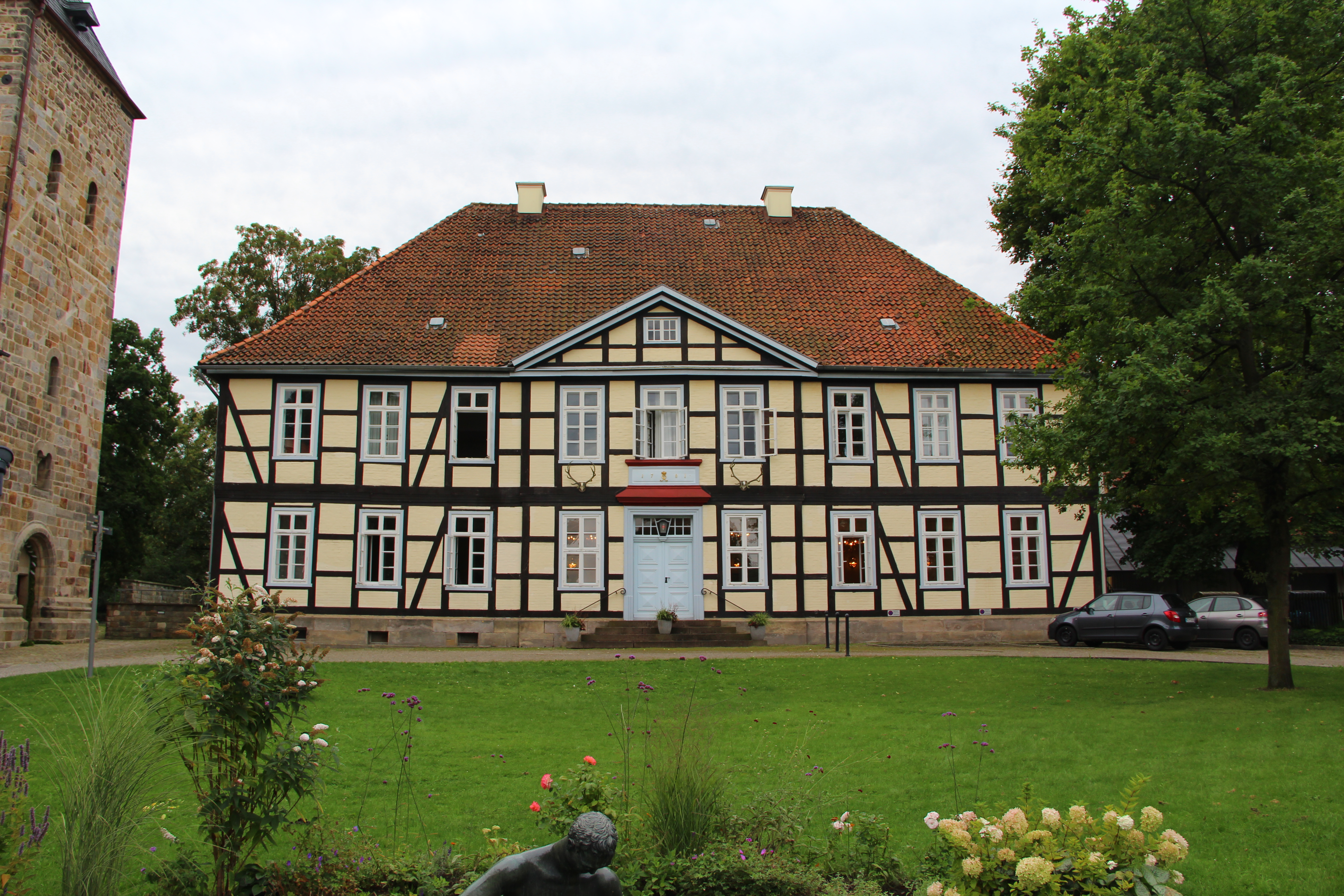
Het Johanniterhaus bij het klooster (18e eeuw)
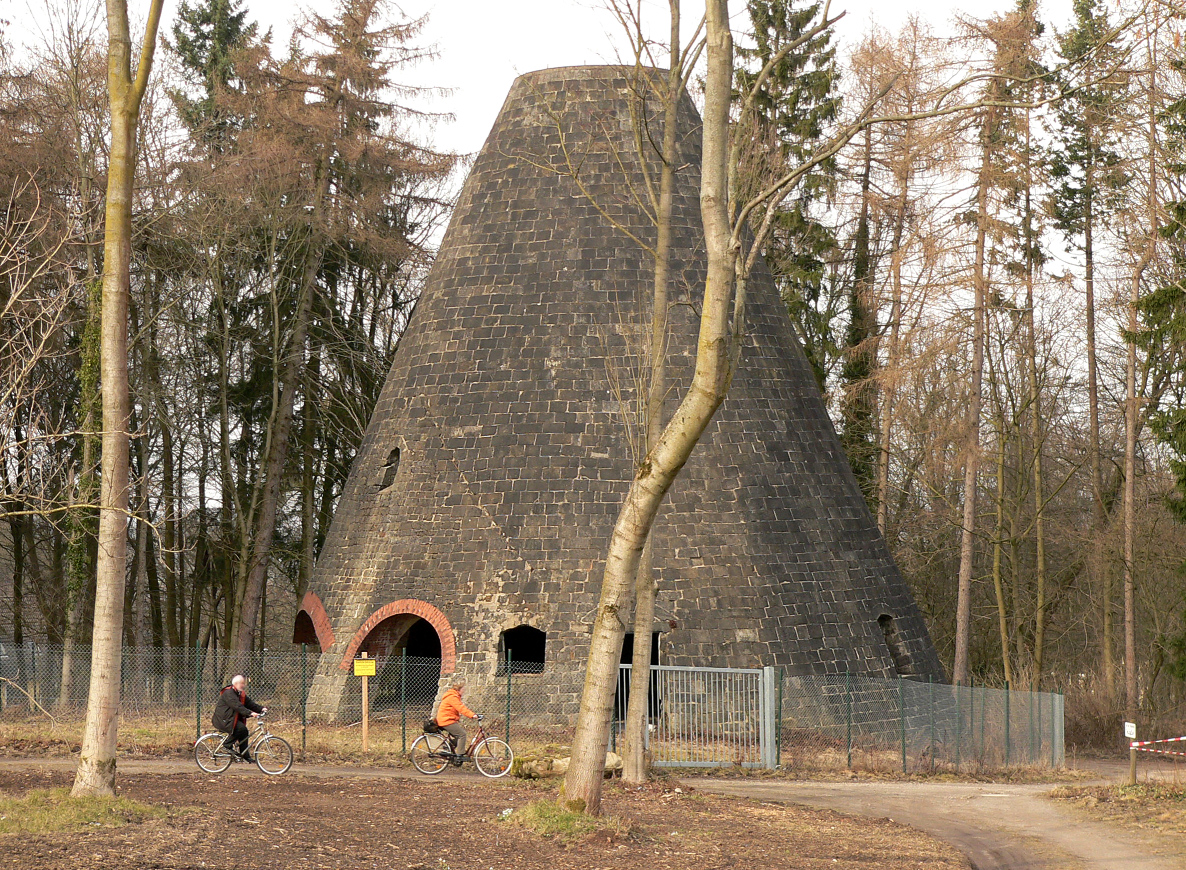
Stooktoren van de voormalige glasfabriek
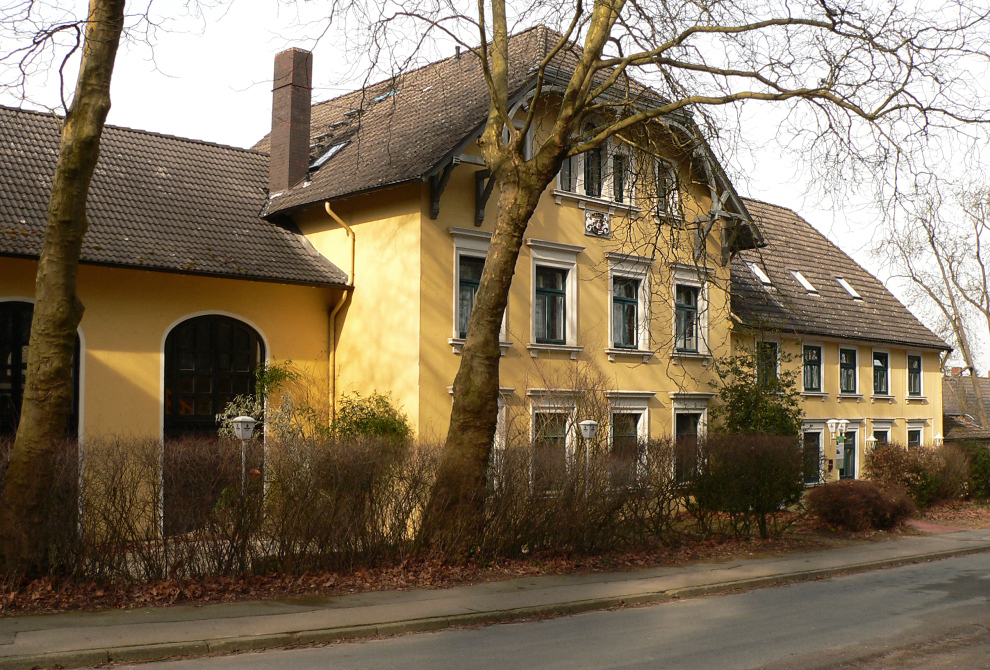
Hotel Gasthaus Steinkrug, Steinkrug
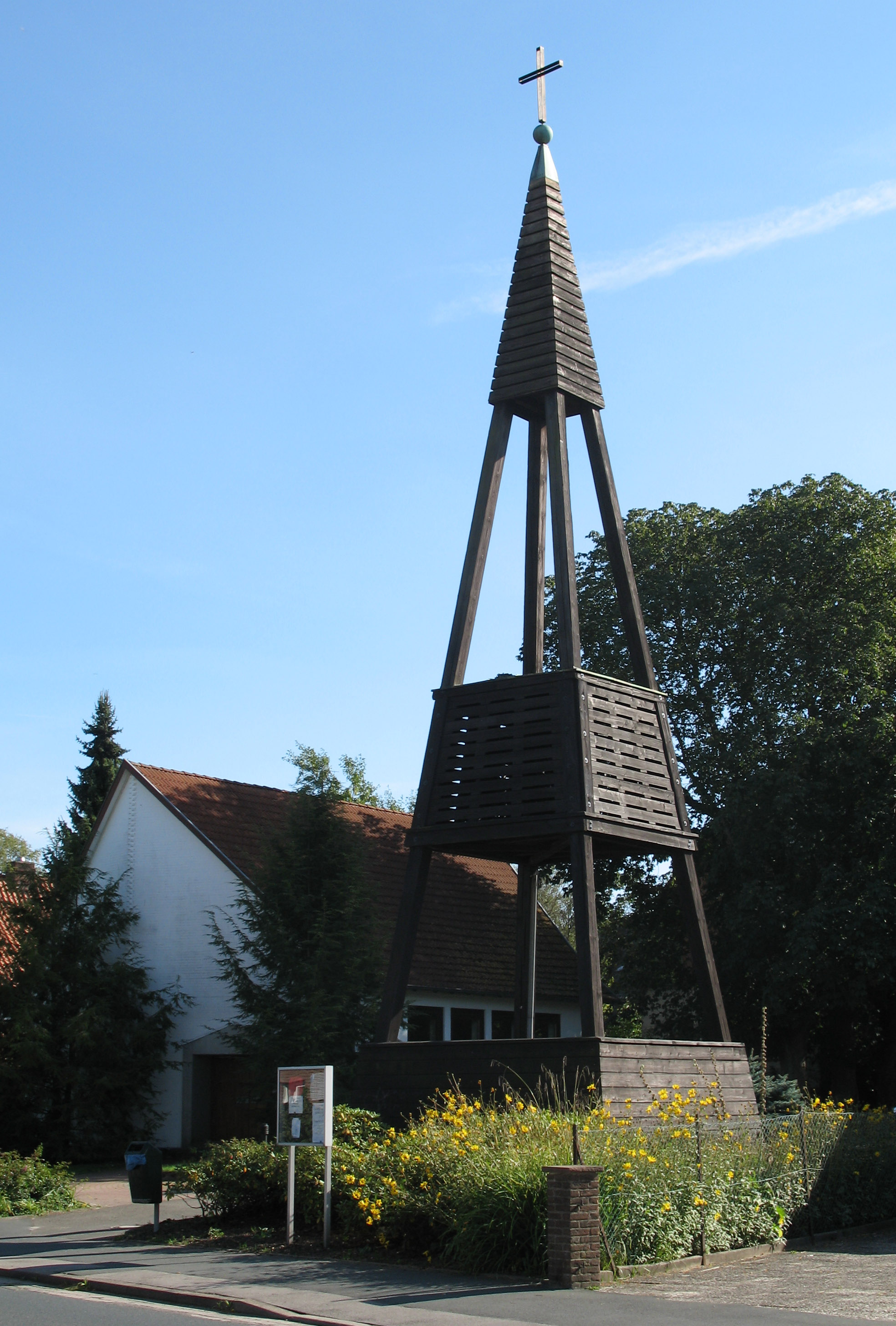
Corvinus-kapel, Wennigser Mark

## Partnerstad
Wennigsen heeft één partnerstad:
- Forges-les-Eaux (Frankrijk)

## Belangrijke personen met betrekking tot de gemeente
- Heinz Erhardt (Riga, 20 februari 1909 – Hamburg, 5 juni 1979), Duits komiek, woonde als kind 5 jaar lang in Wennigsen

- Gemeinsame Normdatei: 4065507-6
- MusicBrainz: c76c1559-3309-49bd-a60b-ff02bf1cedde
- Virtual International Authority File: 248973663
- WorldCat: E39PCjGCvcTd7wbVBygW6x6jwd

Barsinghausen ·
Burgdorf ·
Burgwedel ·
Garbsen ·
Gehrden ·
Hannover ·
Hemmingen ·
Isernhagen ·
Laatzen ·
Langenhagen ·
Lehrte ·
Neustadt am Rübenberge ·
Pattensen ·
Ronnenberg ·
Seelze ·
Sehnde ·
Springe ·
Uetze ·
Wedemark ·
Wennigsen (Deister) ·
Wunstorf